# Rafael Chirbes
Rafael Chirbes Magraner (Tavernes de la Valldigna, Valencia, 27 de junio de 1949 -  Beniarbeig, 15 de agosto de 2015) fue un escritor y crítico literario español. 
En 2007, su tercera novela, La buena letra (1992) fue seleccionada libro del año por la ciudad de Colonia, premio otorgado en años anteriores a Orhan Pamuk y Haruki Murakami. Con Crematorio obtuvo en 2007 el Premio de la Crítica de narrativa castellana, mismo galardón que recibió en 2013 con su siguiente obra, En la orilla, que además fue galardonada con el Premio Nacional de Narrativa. 

## Biografía
Nació el 27 de junio de 1949 en Tavernes de la Valldigna, provincia de Valencia.
Su padre falleció cuando él tenía 4 años. Desde los ocho años estudió en colegios de huérfanos de ferroviarios, en Ávila y León. A los 16 se trasladó a Madrid, donde estudió Historia Moderna y Contemporánea. En 1969 se mudó a París, donde permaneció un año. También vivió en Marruecos (donde fue profesor de español), Barcelona, La Coruña, Extremadura, y en el año 2000 regresó a la Provincia de Alicante, concretamente a Denia y a Beniarbeig).
Al llegar a Madrid pasa algún tiempo en La Gaceta Ilustrada antes de inaugurar su relación con Vinoselección, editora de la revista Sobremesa en la que fue redactor, redactor jefe, director, asesor de dirección y colaborador entre 1984 y 2007. De los reportajes publicados en esta revista y una vez reescritos compone dos libros: Mediterráneos (1997) y El viajero sedentario (2004).
Su primera novela, Mimoun (1988), quedó finalista del Premio Herralde y su obra La larga marcha (1996) fue galardonada en Alemania con el Premio SWR-Bestenliste. Con esta novela inició una trilogía sobre la sociedad española que abarca desde la posguerra hasta la transición, que se completa con La caída de Madrid (2000) y Los viejos amigos (2003). Con Crematorio (2007), un retrato de la especulación y burbuja inmobiliaria, recibió el Premio Nacional de la Crítica y el V Premio Dulce Chacón. La novela En la orilla (2013), continúa el retrato de la España en crisis, y recibió también el Premio Nacional de la Crítica 2014 y el Premio Francisco Umbral al Libro del Año 2013. Esta novela ha sido considerada el mejor libro del año, según los periodistas y críticos literarios del diario El País. Falleció en Tabernes de Valldigna el 15 de agosto de 2015.
Póstumamente, se publicó la novela Paris-Austerlitz, que dio por terminada pocos meses antes de su muerte y que contiene elementos autobiográficos. Ambientada en París, cuenta la relación de una pareja gay entre un joven pintor madrileño y un obrero de ascendencia normanda, mucho mayor de edad que él y que contraerá el sida.
En diciembre de 2015 la Biblioteca Nacional de España celebró un homenaje a la figura y obra de Rafael Chirbes, en el que participaron Manuel Rodríguez Rivero, Jorge Herralde, Santos Sanz Villanueva y Marta Sanz.

## Adaptación televisiva
Su octava novela, Crematorio (2007), fue adaptada por Canal Plus en 2011 como miniserie de televisión con título homónimo de 8 capítulos, y con Pepe Sancho como protagonista en el papel del constructor Rubén Bertomeu. La serie cosechó excelentes críticas.

## Obras

### Novelas
- (1988). Mimoun. Editorial Anagrama.
- (1991). En la lucha final. Ed. Anagrama.
- (1992). La buena letra. Ed. Anagrama.
- (1994). Los disparos del cazador. Ed. Anagrama.
- (1996). La larga marcha. Ed. Anagrama.
- (2000). La caída de Madrid. Ed. Anagrama.
- (2003). Los viejos amigos. Ed. Anagrama.
- (2007). Crematorio. Ed. Anagrama.
- (2013). En la orilla. Ed. Anagrama.
- (2016). París-Austerlitz. Ed. Anagrama

### Ensayos
- (1997). Mediterráneos. Ed. Anagrama.
- (2002). El novelista perplejo. Ed. Anagrama.
- (2004). El viajero sedentario. Ed. Anagrama.
- (2010). Por cuenta propia. Ed. Anagrama.
- (2023). Asentir o desestabilizar. Crónica contracultural de la Transición. Altamarea Ediciones

### Memorias y diarios
- (2017). El año que nevó en Valencia. Ed. Anagrama
- (2021). Diarios. A ratos perdidos 1 y 2. Ed. Anagrama.
- (2022). Diarios. A ratos perdidos 3 y 4. Ed. Anagrama.
- (2023). Diarios. A ratos perdidos 5 y 6. Ed. Anagrama.

## Premios literarios
- (1988). Finalista del Premio Herralde por Mimoun.
- (1999). SWR-Bestenliste (Alemania) por La larga marcha.[13]
- (2003). Premio Cálamo Libro del año por Los viejos amigos.[14]

- (2007). Premio de la Crítica de narrativa castellana (1º) por Crematorio.
- (2007). Premio Cálamo Libro del año por Crematorio.
- (2008). Premio Dulce Chacón por Crematorio.

- (2014). Premio de la Crítica de narrativa castellana (2º) por En la orilla.
- (2014). Premio Nacional de Narrativa por En la orilla.
- (2014). Diario El País Mejor libro en lengua española de 2013 por En la orilla.[15]
- (2014). Premio Francisco Umbral al Libro del Año por En la orilla.
- (2014). Finalista del Premio Bienal de Novela Mario Vargas Llosa por En la orilla.